# Michael Hannan

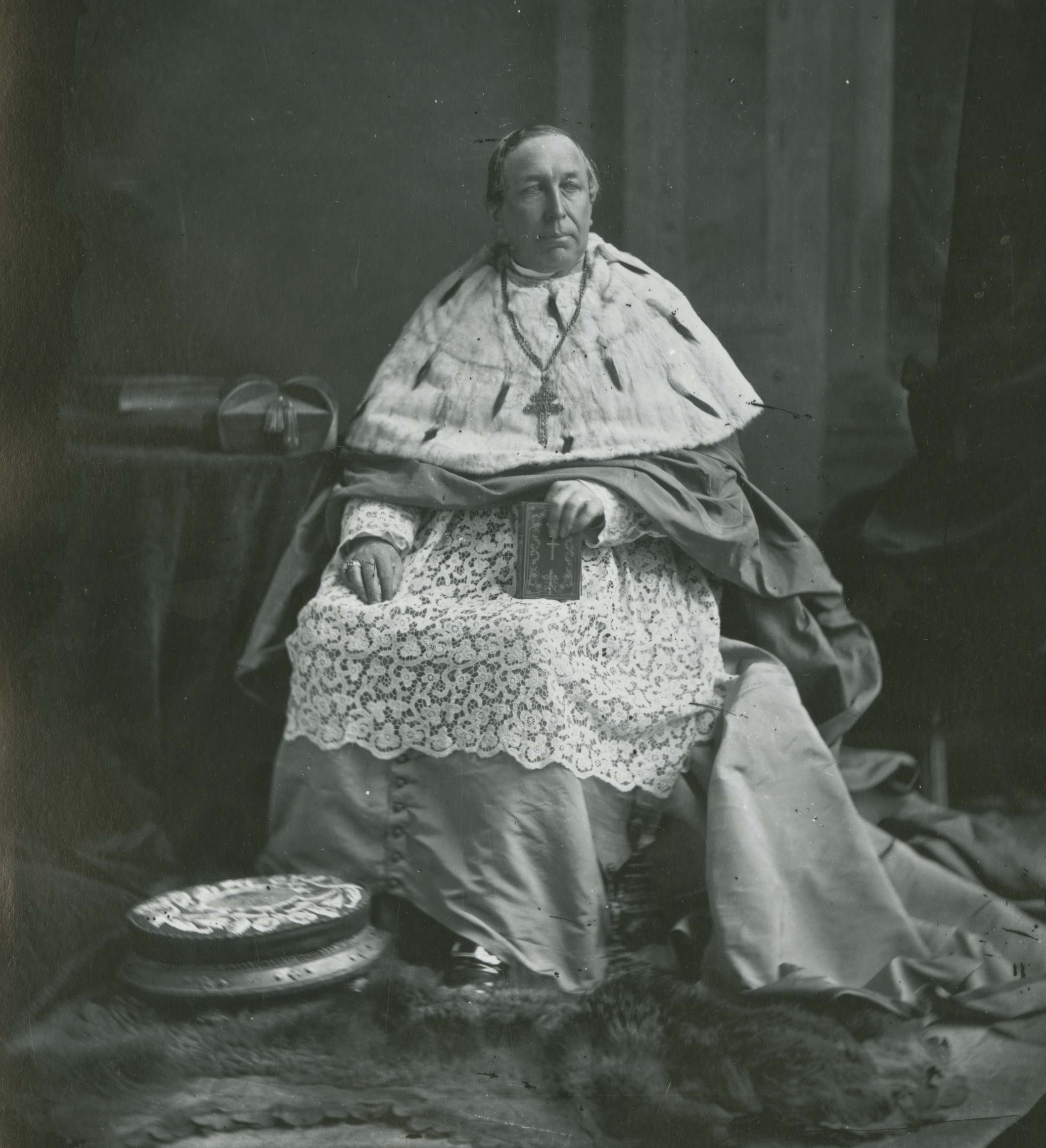
Erzbischof Michael Hannan (1880)

Michael Hannan (* 20. Juli 1821 in Kilmallock, Irland; † 17. April 1882 in Halifax, Kanada) war ein irischer römisch-katholischer Geistlicher und Erzbischof von Halifax.

## Leben
Michael Hannan empfing am 27. April 1845 durch den Bischof von Halifax, William Walsh, das Sakrament der Priesterweihe für das Bistum Halifax.
Am 16. Februar 1877 wurde er zum Erzbischof von Halifax ernannt. Die Bischofsweihe spendete ihm am 20. Mai desselben Jahres in der St. Mary’s Basilica in Halifax der Bischof von Ardagh, George Michael Conroy; Mitkonsekratoren waren der Bischof von Saint John, New Brunswick, John Sweeny, und der Bischof von Charlottetown, Peter McIntyre.
Erzbischof Michael Hannan blieb bis zu seinem Tod am 17. April 1882 als Erzbischof von Halifax im Amt.